# Didn't Cha Know?
Didn't Cha Know? è un singolo della cantante statunitense Erykah Badu, pubblicato nel 2001 ed estratto dall'album Mama's Gun.
La canzone ha ricevuto la candidatura al Grammy Award nel 2001 nella categoria "Best R&B Song" ("miglior canzone R&B").

## Tracce
CD (Versione 1)
1. Didn't Cha Know (Radio Edit) – 3:58
2. Tyrone (Live) – 3:55
3. Hollywood (Non-LP) – 5:32
4. Drama (Non-LP) – 6:02

CD (Versione 2)
1. Didn't Cha Know – 3:58
2. Tyrone – 3:55